# 18581 Batllo
18581 Batllo è un asteroide della fascia principale. Scoperto nel 1997, presenta un'orbita caratterizzata da un semiasse maggiore pari a 2,3551195 UA e da un'eccentricità di 0,0472683, inclinata di 6,69768° rispetto all'eclittica.